# Voceru

Le voceru (au pluriel voceri), vocero ou vocéro est un chant traditionnel corse improvisé à l'occasion d'une mort.

## Typologie

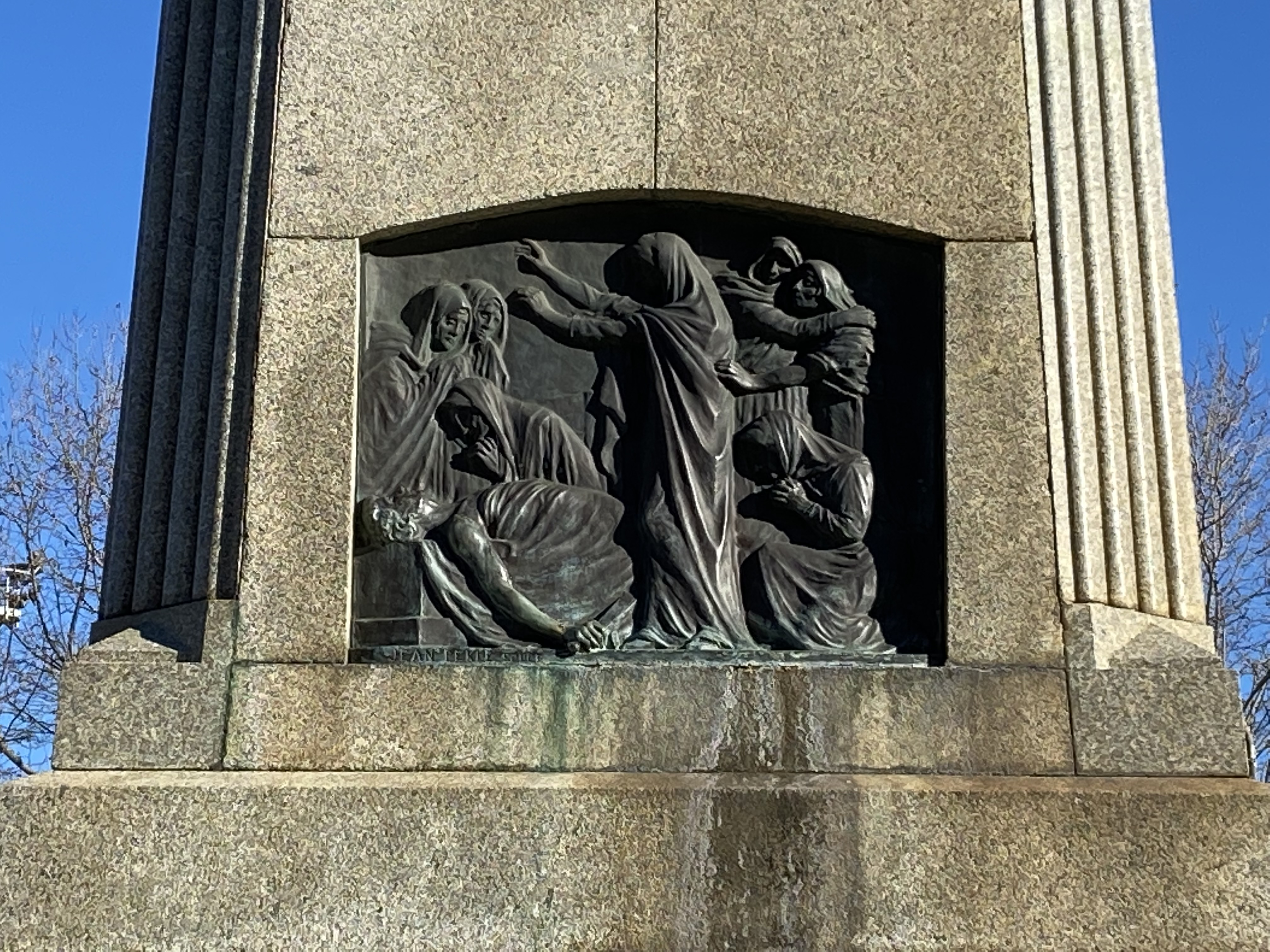
Scène de voceru, bas-relief de Jean-Mathieu Pekle, monument aux mort de la ville de Bastia

La particularité du voceru est d'être un chant improvisé lié à la mort, basé sur un sentiment de colère, à la différence du lamentu, qui est centré sur la tristesse. En fait dans la langue populaire lamentu, voceru, ballata ou canzone pouvaient être indifféremment utilisés suivant le dialecte du lieu pour désigner le même chant funèbre.
Le voceru dans les catégories érudites actuelles est le chant improvisé destiné à manifester la colère ou l'indignation d'une parente proche (femme, mère, fille etc) face à une mort injuste ou inattendue, souvent c'était un appel à la vengeance si le défunt avait été assassiné. Pour les morts naturelles, accidentelles ou à la guerre l'intervention d'une semi professionnelle, du type pleureuse rémunérée était possible. En cas de meurtre, l'improvisation auprès du lit du mort ou, lors du convoi, près du cercueil par une parente était la règle.
Certains voceri étaient célèbres et passaient dans le domaine public. Ils se chantaient alors ou plutôt se récitaient à la veillée ce qui les répandait dans les villages et assurait leur diffusion. La mémoire orale en a sauvegardé certains qui remontent parfois au 18e siècle. Depuis le 19e siècle un corpus a pu être recueilli par divers linguistes et folkloristes (1).
La pratique du voceru et du lamentu, interdite dans les églises dès le XVIe siècle par l'Église, s'est éteinte vers 1950 ainsi que la présence de pleureuses semi professionnelles lors des funérailles. Peut-on effectuer un rapprochement entre les Nénies de l'Antiquité romaine et les lamenti ou voceri ?

## Un exemple de Voceru
Carlu Dumenicu
A. le contexte
Ce voceru a été recueilli pour la première fois en 1928 par Edith Soutwell-Colucci (2) à Chiatra di Verde (village tout proche) puis en 1930 à Vivario (très éloigné) ce qui prouve son succès populaire. D'autres versions ont été ensuite retrouvées. Ce « chant » improvisé par la mère, a été utilisé vers 1975 par Maryse Nicolaï (1934-2019) pour un disque consacré avec Antoine Ciosi aux chants populaires en langue corse, à l'occasion du Riacquistu insulaire. Ce voceru avec d'autres a fait l'objet d'études universitaires (3).
La version de Maryse Nicolaï est plus courte que le texte édité en 1933 et elle supprime certaines allusions peut-être gênantes encore dans les années 70 pour une diffusion commerciale. Ainsi la mention de Paulu Francescu, l'ami dont l'invitation fut fatale au fils de la voceratrice est omise. Il est remplacé par une tante, à la présence moins suggestive. Le thème de la vengeance est à peine évoqué. Les versions plus longues, plus violentes, sont certainement plus proches du texte originel.
Le drame s'est déroulé en Alesani, sans doute à Perelli très certainement avant 1914, peut être vers 1890-1900, l'allusion aux persiennes permet une datation approximative. Le défunt, d'après la tradition, avait mis enceinte une fille du village sans l'épouser. Comme dans beaucoup de voceri la temporalité est brouillée et la mère s'adresse parfois à son fils comme s'il était encore vivant. L'habit sans fleurs (non coloré donc) est la robe noire du deuil. E Mezzane, situés San Giulianu et Sant'Andria, sont des coteaux proches de l'actuel barrage d'Alesani. Les migliacci sont des gâteaux salés au fromage frais. Dumé est le diminutif de Dominique.
La chanteuse Maryse Nicolaï était réputée mais son interprétation est « musicale » et même si la monotonie du ton a été recherchée c'est une chanson arrangée et harmonisée. La voix de la mère devait être très âpre, plus une scansion qu'une ligne mélodique. Un balancement du corps marquait le rythme.
Il y a deux difficultés dans le texte du disque :
- Deux mots du dernier vers de la première strophe sont difficiles à comprendre mais l'allusion à l'inconduite des épouses, filles, etc. est claire. La négation de la vertu des femmes de l'autre clan est banale, justifiée ici par le contexte.
- Le dernier vers de la 3e strophe s'élucide mal. Pour Edith Soutwell-Colucci on va fermer les volets en signe de deuil. La fermeture imminente du cercueil par des clous est aussi vraisemblable.

B. Le texte du disque.
Version Maryse Nicolaï en corse :
Alzati O Carlu Dumé/Ch'un né piu tempu di dorme/
Per avé tumbat'a té/Un s'hannu cacciatu corne/
Chi le truvaranu sempre/Preste fate ? di é so donne//
L'altru sera la to zia/t'imbitava a li migliacci/
E tu caru di mama/fusti prontu per falaci/
ghjuntu in fondu di lu chiassu/t'abbianu tesu le laci//
A quale l'aia lascia/la vigna di le mezzane/
a casa di li Perelli/tutt' avvinta di persiane/
O Carlu Dumé di mama/chi li chiodenu stamane//
Alzati O Carlu Dumé/ch'ai a fala in Cervioni/
ti comprerai un fucile/in butega dei Mannoni/
a mé mi ghjunghjerai/un vistitu senza fiori (bis)//
Traduction:
Debout O Carlu Dumé/Il n'est plus temps de dormir/
Pour t'avoir tué/Ils n'ont pas ôté leurs cornes/
Ils en auront toujours/vite mises ? par leurs femmes//
L'autre soir ta tante/t'avais invité à (manger) les migliacci/
Et toi chéri de ta mère/tu t'empressas de descendre/
Arrivé au bas du chemin/ils t'avaient tendu le piège//
À qui vais-je laisser/la vigne des Mezzane/
la maison de Perelli/toute entourée de persiennes/
O Carlu Dumé de maman/qu'on encloue ce matin//
Debout O Carlu Dumé/Tu dois descendre à Cervione/
Tu t'achèteras un fusil/à la boutique des Mannoni/
À moi tu rapporteras/un habit sans fleurs (bis)//
C. Autres strophes.
D'autres versions plus longues ont été recueillies, certaines plus agressives, sans doute plus proches du texte improvisé par la mère auprès du cadavre de son fils. Cependant nous ignorons le nombre des strophes (une douzaine ?) et leur enchainement exact. Bien entendu tous les textes divergent par quelques variantes.
1. Recueil Southwell- Colucci.
Le fugone est le foyer mobile de la maison corse. Il était éteint lors d'un décès. Le luminaire sera disposé dans la chambre mortuaire puis dans l'église autour du catafalque. Les palloni sont des boulettes de farine, ici le sens est militaire, celui de gros projectiles type biscaïen.
Quandu n'intesi lu golpu/ Corsi nantu lu scalone/, Tu cullavi (2) pe' lu chiassu/ Gridendu « Cunfessione »/ Di mamma, o Carlu Dumè/ 0 lu mi spegne-fugone//
Quand j'entendis le coup de feu/ j'accourus sur le perron/ Tu montais par le chemin/ En criant « Confession »/ De maman …/Ô toi qui éteins mon foyer//
Eri sera u piuvanu/ Lu mi cherse pe' piace/ Che tu un surtisse fora/ Di mamma, o Carlu Dumè/ Che le balle e lu biombu/ Ieranu pronti pe te//
Hier soir le curé/ M'a requis par bienveillance/Que tu ne sortes pas dehors/De maman O Carlu Dumé/Que les balles et le plomb/ Ils étaient prêts pour toi//
Auà colla la cola/ E colla a Cerbione/ A mettità so candele/ Qualche altru torche e cironi/ Di mamma, o Carlu Dumè/ Le pagherannu in palloni//
Maintenant arrive le luminaire/ Il monte de Cervione/ La moitié est en chandelles/ l'autre part, torches et cierges/ De maman …/Ils le paieront de boulets de canon ?//
La metà di lu casale/ Eo la ci 'ogliu iocà/ Pe polvere, per chertucci/ Pe fati bendicà/ Di mamma, o Carlu Dumè/ Bai pure, e nun ci pensà//
La moitié de l'héritage/ Moi je veux le hasarder/ pour de la poudre, des cartouches/ pour te faire venger/De maman …/C'est réglé, n'y pense plus//
Un vogliu più sente nunda/ Un vogliu più sente cunsigli/ Ma è che auà so becchia/ E mi trovu indi perigli/ 0 sorte, che stai a fà?/ 0 Morte, che nun mi pigli?//
Je ne veux plus rien entendre/ Je ne veux plus de conseils/ C'est maintenant que je suis vieille/Je suis dans les périls/O destin qu'attends-tu ? Ô mort, que ne me prends-tu pas ?//
deux vers isolés : Averianu lu córragiu/ Di vultà le spalle a me? //Auront-ils le courage/ de me tourner les épaules ?//
2. De Zerbi
Falememuci di sottu/Di Mama O Carlu Dumé/ Ci hé diciottu camisgiotti/Tutti stirati per té// descendons d'un étage/ Il y a dix-huit belles chemises/De maman Ô Carlu Dumé/ Toutes repassées pour toi//
Quatre vers isolés : Ch'e no' abbiamu dannu et risa/O quant'elle mi dispiace//
E tocca à mio figliolu/ a paga le donne incinte //
3. Version Estremei sur Foru corsu.
Ghjuntu hè Paulu Francescu, ti'invitava à li migliacci
Tu Carlu Dumè di mamma nè fuste prontu à falacci
un sapia ch'in fondu à u chjassu t'avianu tesu i lacci
Quandu aghju intesu i colpi/ m'affaccai à lu purtellu/
Di tè u caru di mamma/ n'avianu fattu un fragellu/
Avà saranu sicuri/ chè tù li metti l'anellu//
Arrivé est Paul François/ T'invitant à (manger) les migliacci/
Toi Carlu Dumé de maman/Tu fus alors vite à descendre/
Ne sachant qu'au bas du chemin/Ils t'avaient tendu le piège//
Quand j'ai entendu les coups (de feu)/ je me mis à la fenêtre/
De toi chéri de maman/ Ils avaient fait un massacre/
Maintenant ils seront sûrs/ que tu lui passeras l'anneau//
A t'avia tantu detta/ o lu mo Carlu Dumè/
Chi t'ùn falessi à la "Tina"/ senza nisunu incù tè/
Ma e mamme sò per pienghje/ è per ogni dispiace//
Je te l'avais bien/ O mon Carlu Dumé/
De ne pas descendre vers l'affût/ sans personne avec toi/
Mais les mères pleurent/ et à tous déplaisent//

## Enregistrement sonore
Maryse Nicolaï interprétant ce voceru est sur YouTube :
https://www.youtube.com/watch?v=E-a95Haw4JI&list=OLAK5uy_lWgFZNFlliW5VJGYwZCXGDSiOhpnIh2K0&index=6&t=0s